# Toyotomi Hideyori

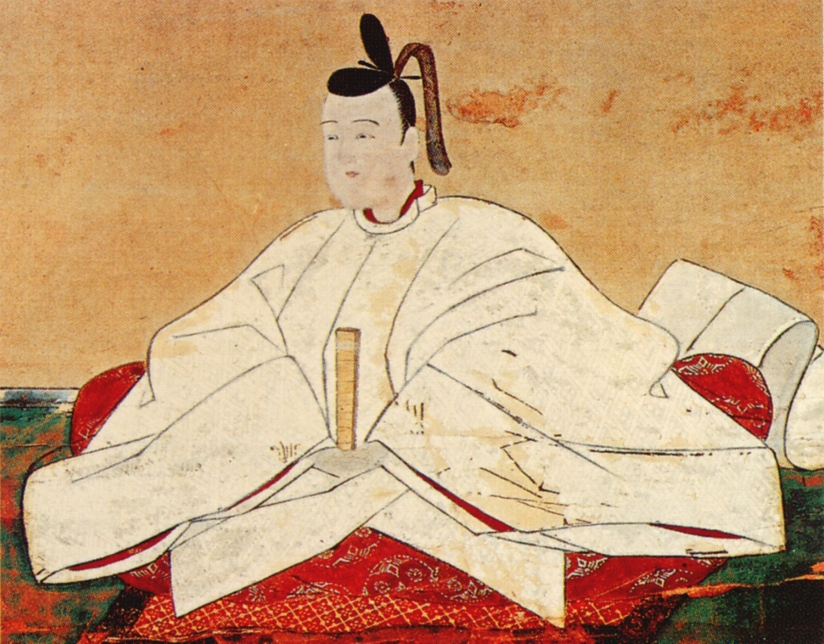
Toyotomi Hideyori

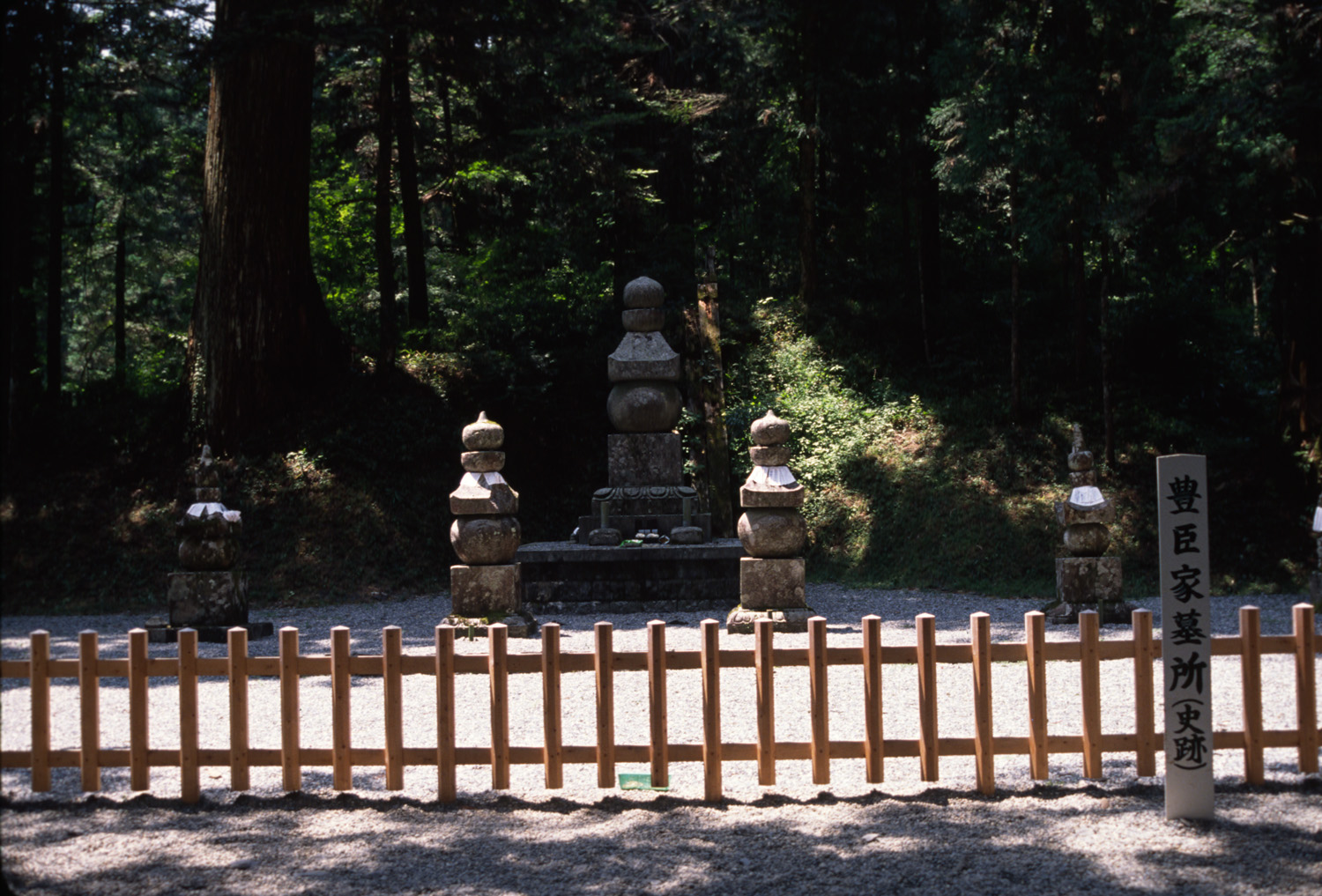
Grab des Toyotomi-Clans am Berg Koya

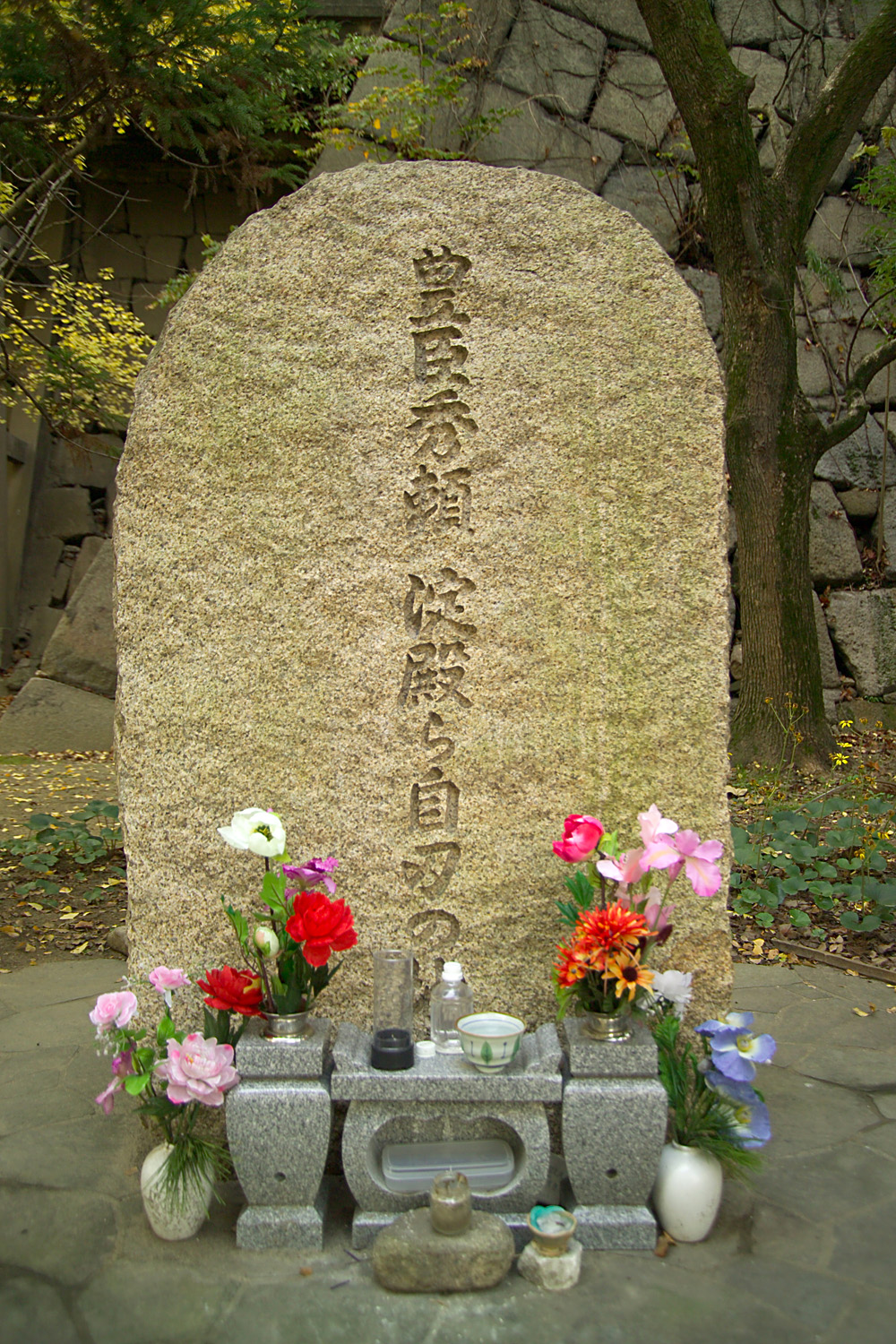
Gedenkstein im Schloss von Ōsaka an der Stelle des Seppukus von Hideyori und Yodo-dono

Toyotomi Hideyori (jap. 豊臣 秀頼; * 29. August 1593; † 4. Juni 1615 auf Burg Ōsaka) war ein japanischer Samurai, Daimyō, Heerführer und zwischenzeitliches Oberhaupt des Toyotomi-Clans.

## Leben
Toyotomi Hideyori war der zweite Sohn von Toyotomi Hideyoshi und von Yodo-dono, einer Nichte Oda Nobunagas. Sein älterer Bruder Tsurumatsu starb sehr jung vor seinem Vater.
Sein Vater war mit Oda Nobunaga einer der Einiger Japans gewesen. Nach dem Tod seines Vaters, am 18. September 1598, wurde der Fünfjährige als Erbe eingesetzt. Hideyoris Vater hatte zuvor verfügt, dass bis zur Volljährigkeit des Kindes ein sogenannter Rat der Fünf Regenten die Regierungsgeschäfte übernehmen sollten. Hideyori lebte daraufhin mit seiner Mutter auf Burg Ōsaka, die unter dem Schutz Ishida Mitsunaris stand. Der mächtigeste Daimyō des Landes, Tokugawa Ieyasu, hatte relativ schnell eigene Machtambitionen und stellte sich gegen den Rat der Regenten.
Die Uneinigkeit der Regenten führte zum Bürgerkrieg und gipfelte in der Schlacht von Sekigahara im Jahre 1600. Die Truppen des Toyotomi-Clans wurden von Ishida Mitsunari in die Schlacht geführt und fast vollständig aufgerieben. Ishida und sein Klan wurden ausgelöscht, Toyotomi jedoch wurde von Tokugawa Ieyasu verschont. Er konnte weiterhin auf Burg Ōsaka leben und war offiziell immer noch der Erbe, aber nur dem Namen nach, da Tokugawa Ieyasu ab 1603 die Würde des Shōguns innehatte und damit die Edo-Zeit begann. Toyotomi vertrieb sich indes die Zeit mit dem Studium der Kalligrafie.
1611 traf er mit Tokugawa Ieyasu zusammen und versicherte ihm seine Loyalität, indes misstraute der Shōgun ihm und seiner Umgebung und suchte im Jahre 1614 einen fadenscheinigen Grund, um gegen Toyotomi zu Felde zu ziehen. Dieser Grund war, dass im Zuge von Arbeiten an der Burg Ōsaka auch eine Glocke angebracht wurde. Diese Glocke trug die Inschrift: „Möge das Land friedvoll und glücklich sein; Im Osten grüßt es den bleichen Mond und im Westen entbietet es der untergehenden Sonne seinen Abschiedsgruß.“ Das Shogunat sah darin eine persönliche Beleidigung. Die erste Belagerung im Winter 1614 schlug fehl und endete mit einem Friedensvertrag, der Toyotomi dazu zwang, den Burggraben der Burg Ōsaka zuzuschütten.
1615 griff Tokugawa Ieyasu entgegen den Bestimmungen des Friedensvertrages mit einem noch größeren Heer an und erreichte die Vernichtung der Truppen Toyotomis in verschiedenen Schlachten und bei der zweiten Belagerung der Burg. Toyotomi Hideyori und seiner Mutter Yodo-dono wurde erlaubt, Seppuku zu begehen. Hideyoris ungefähr sieben Jahre alter Sohn Toyotomi Kunimatsu (Hideyori war bereits mit 14 oder 15 Jahren Vater geworden) wurde 14 Tage später in Kyoto enthauptet. Hideyoris Witwe und Tochter blieben verschont. Sie mussten als buddhistische Nonnen ins Kloster gehen, die Tochter Naahime unter dem Namen Tenshūni in das Kloster Tōkei-ji, in Kamakura.
Mit Hideyoris Tod erlosch die letzte Opposition gegen das Tokugawa-Shogunat bis zu dessen Ende unter Tokugawa Yoshinobu im Jahre 1867.